# Козявкін Володимир Ілліч

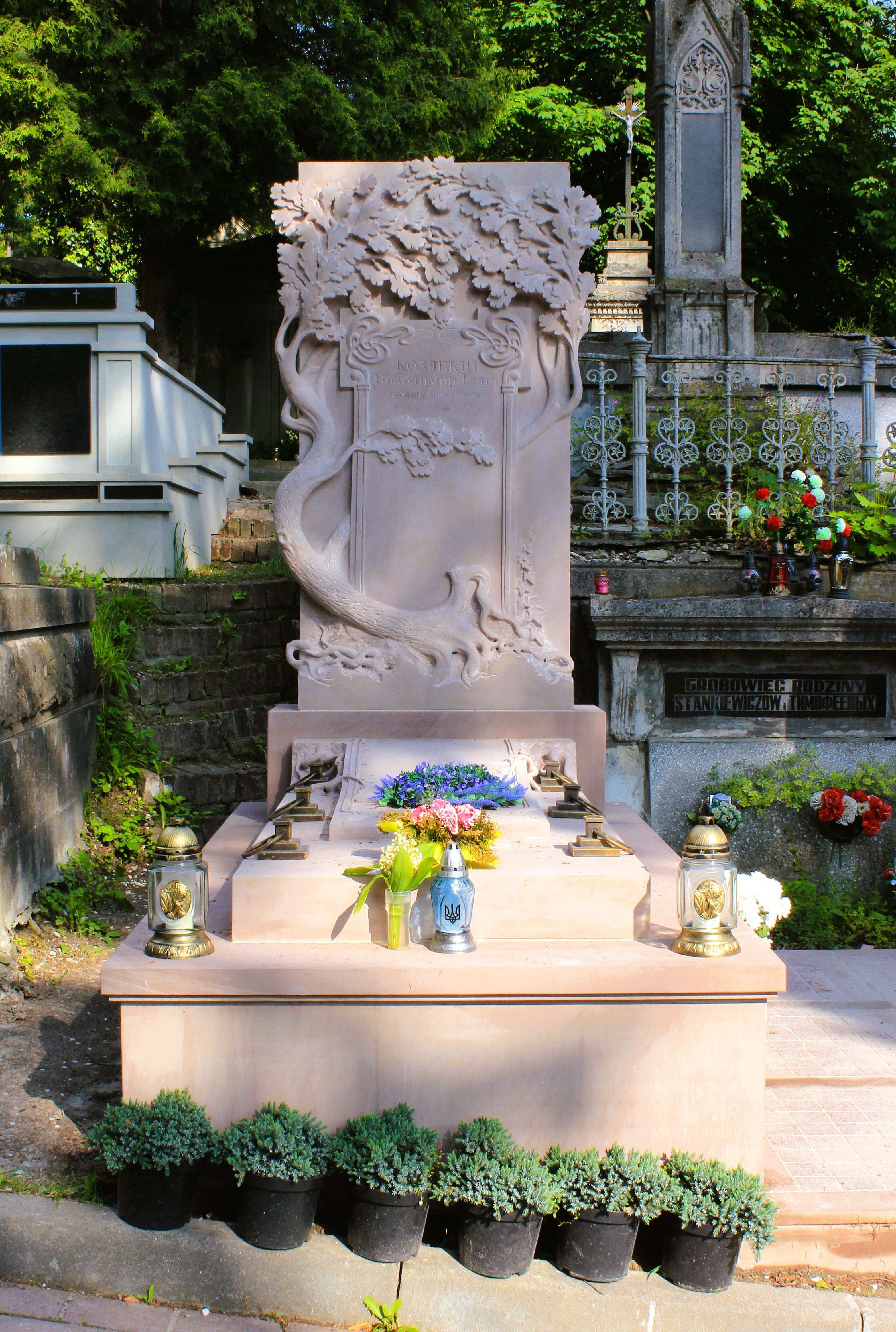
Надгробок Володимира Козявкіна — українського лікаря-реабілітолога, доктора медичних наук, професора, Героя України.

Володи́мир Іллі́ч Козя́вкін (нар. 8 червня 1947, с. Острожець Млинівського району Рівненської області — 16 грудня 2022 Трускавець) — український вчений у галузі медицини. Доктор медичних наук, професор кафедри реабілітації Національної медичної академії післядипломної освіти ім. П. Шупика, академік Національної академії медичних наук України, президент Kozyavkin Medical Group (раніше генеральний директор Міжнародної клініки відновного лікування в Трускавці та Реабілітаційного центру «Еліта» (Львів)). Герой України, заслужений діяч науки і техніки України, лауреат Державної премії України в галузі науки і техніки та Державної премії України в галузі архітектури. 

## Життєпис
Дружина, Яніна Миколаївна (нар. 1947) — лікар-терапевт, заступник директора Міжнародної реабілітаційної клініки Козявкіна; дочка Ольга (нар. 1972) — віце-президент Kozyavkin Medical Group ; дочка Наталія (нар. 1972) — директор Міжнародної реабілітаційної клініки Козявкіна (раніше Міжнародна клініка відновного лікування) .
Закінчив лікувальний факультет Гродненського медичного інституту (1971).
В 1990 році заснував Реабілітаційний центр «Еліта», де вперше було застосовано його метод реабілітації дитячого церебрального паралічу (ДЦП) та інших неврологічних порушень під назвою «Система інтенсивної нейрофізіологічної реабілітації(СІНР)» або «Метод професора Козявкіна».
У 2003 році заснував Міжнародну реабілітаційну клініку в курортному містечку Трускавець. Клініка швидко набула статусу провідної в напрямі реабілітації пацієнтів з різноманітними неврологічними розладами, включаючи ДЦП. 
Помер у м.Трускавець. Похований на полі 6 Личаківського цвинтаря.

## Наукова робота
Кандидатська дисертація «Мануальна терапія в реабілітації хворих ДЦП» (1992); докторська дисертація «Структурно-функціональні порушення церебральних і спінальних структур при ДЦП та система реабілітації цих хворих».
Автор (співавтор) 80 наукових праць, зокрема:
- Детские церебральные параличи. Медико-психологические проблемы (1999, співав.)
- Детские церебральные параличи. Основы клинической реабилитационной диагностики (1999, співав.)
- Система интенсивной нейрофизиологической реабилитации по методу Козявкина (1999)
- Das System der Intensiven Neurophysiologischen Rehabilitation (SINR) bei ICP-Kozijavkin-Metode (1999)
- New Rehabilitation System for Treatment of Patients with Cerebral Palsy (1999)
- New Rehabilitation for Patiens with Cerebral Palsy (1999)
- Система інтенсивної нейрофізіологічної реабілітації (2000)
- Раціональне використання сучасних технологій лікування хворих з органічними ураженнями мозку (2000, співав.)
- Актуальність проблеми мінімальної мозкової дисфункції у дітей для медичної реабілітації (2000, співав.)
- Das System der intensiven Neurophysiologischen Rehabilitation (SINR) (2000, співав.)
- Therapie bei Patienten mit infantiler Zerebralparese nach dem System der intensiven Neurophysiologischen Rehabilitation (SINR) (2000, співав.).

Володіє німецькою мовою.

## Державні нагороди
- Звання Герой України з врученням ордена Держави (21 серпня 2001) — за визначні особисті заслуги перед Українською державою у розвитку медичної науки, розроблення принципово нових методів лікування і реабілітації хворих з органічними ураженнями нервової системи[4]
- Орден князя Ярослава Мудрого V ст. (18 серпня 2006) — за значний особистий внесок у соціально-економічний, культурний розвиток Української держави, вагомі трудові досягнення та з нагоди 15-ї річниці незалежності України[5]
- Орден «За заслуги» III ст. (13 травня 1997) — за вагомі особисті заслуги у розвитку науки, багаторічну плідну наукову діяльність[6]
- Заслужений діяч науки і техніки України (29 червня 1994) — за значний особистий внесок у розвиток охорони здоров'я, вдосконалення медичного обслуговування населення, високу професійну майстерність[7]
- Державна премія України в галузі науки і техніки 1999 року — за цикл наукових праць «Органічні ураження нервової системи у дітей. Розробка і впровадження в практику нових методів діагностики, лікування, профілактики, медичної реабілітації та соціальної адаптації» (у складі колективу)[8]
- Державна премія України в галузі архітектури 2005 року — за архітектуру Міжнародної клініки відновного лікування на вулиці Помірецькій, 37 в місті Трускавці Львівської області (у складі колективу)[9]
- Відзнака Президента України — ювілейна медаль «20 років незалежності України» (19 серпня 2011) — за значний особистий внесок у соціально-економічний, науково-технічний та культурно-освітній розвиток Української держави, вагомі трудові здобутки та багаторічну сумлінну працю[10]